# John F. Cherry
John F. Cherry is een Brits-Amerikaanse prehistoricus en archeoloog, gespecialiseerd in de Egeïsche prehistorie en veldarcheologie. Hij is professor in Archeologie en hoogleraar Klassiek aan het Joukowsky Institute for Archaeology and the Ancient World aan de Brown University. Daarvoor gaf hij les aan de Universiteit van Cambridge en de Universiteit van Michigan.

## Vroege leven en onderwijs
Van 1966 tot 1969 studeerde hij Latijn en Grieks aan de Universiteit van Bristol, waar hij afstudeerde met een Bachelor of Arts (BA). Vervolgens studeerde hij klassieke archeologie aan de Universiteit van Texas in Austin, waar hij in 1973 afstudeerde met een Master of Arts (MA) in antropologie. Toen hij terugkeerde naar Engeland, behaalde hij zijn Doctor of Philosophy-graad aan de Universiteit van Southampton. Zijn leidinggevende was Colin Renfrew, en zijn proefschrift was getiteld "Diachronic island archaeology in the Aegean: a case study on Melos" (1981).

## Academische carrière
Cherry begon zijn onderwijscarrière als junior research fellow en docent aan de Universiteit van Sheffield tussen 1978 en 1980. In 1980 trad hij in dienst bij de Faculteit Klassieke Talen van de Universiteit van Cambridge als assistent-docent klassieke archeologie. Hij werd in 1981 verkozen tot Fellow van Fitzwilliam College in Cambridge, en was docent van studies in klassiek, archeologie en antropologie aan het college totdat hij Cambridge verliet. In 1985 werd hij gepromoveerd tot docent klassieke archeologie en gaf hij les in de Egeïsche prehistorie.  
In 1993 verhuisde Cherry naar de Universiteit van Michigan, waar hij werd benoemd tot hoogleraar Klassieke Archeologie en Grieks. Van 1994 tot 2005 was hij directeur van Michigan's Interdepartementaal Programma voor Klassieke Kunst en Archeologie. Tussen 2002 en 2005 was hij ook curator van het Kelsey Museum of Archaeology.  
In 2006 verhuisde hij naar Brown University als hoogleraar aan het Joukowsky Institute for Archaeology and the Ancient World. In 2008 werd hij benoemd tot Joukowsky Family hoogleraar archeologie. Hij geeft cursussen over mediterrane archeologie, klassieke archeologie en archeologische theorie.
Cherry was van 1988 tot 1997 mederedacteur van het tijdschrift World Archaeology en sinds 1990 mederedacteur van de Journal of Mediterranean Archaeology.

### Onderzoek
Momenteel is hij mededirecteur van het Survey and Landscape Archaeology on Montserrat-project (SLAM) in West-Indië, en is hij mededirecteur van het Vorotan-project in Zuid-Armenië en archeologische onderzoeken van Melos, Noord-Keos en de Nemea-vallei in Zuid-Griekenland.
- CiNii: DA00430098
- Library of Congress Control Number: n79022623
- Nationale Bibliotheek van Tsjechië: jcu2016910229
- Nationale Bibliotheek van Israël: 987007259645305171
- Réseau des bibliothèques de Suisse occidentale: 02-A020500478
- Système universitaire de documentation: 028504542
- Trove: 1157196
- Virtual International Authority File: 79138880
- WorldCat: E39PBJdGPw6KvRjKPRHDRbBVmd